# Sombre
Pour les articles homonymes, voir Sombre (homonymie) et Gaumont (homonymie).
 (octobre 2016).
Le ruisseau de Sombre également appelée le Gaumont, est un ruisseau français du Massif central, dont le cours se situe dans le département de la Corrèze, dans la région Nouvelle-Aquitaine.

## Géographie
De 13,4 km de longueur, le Sombre prend sa source vers 640 mètres d’altitude, en limite des communes de Lafage-sur-Sombre et Saint-Hilaire-Foissac, sur la pente sud-est du Puy Chaumont, à 660 m d'altitude.
Il rejoint la Dordogne en rive droite, dans la retenue de barrage du Chastang, à 254 m d'altitude, quatre kilomètres au sud-est de Saint-Merd-de-Lapleau.

### Communes et cantons traversés
Le ruisseau de Sombre traverse les trois communes de l'amont vers l'aval, de Lafage-sur-Sombre (source), Laval-sur-Luzège, Saint-Merd-de-Lapleau (confluence).
Soit en termes de cantons, le ruisseau de Sombre prend source et conflue dans le même canton d'Égletons dans l'arrondissement de Tulle.

### Bassin versant
Le ruisseau de Sombre traverse une seule zone hydrographique La Dordogne du confluent de la Luzège au confluent de la Cascade (incluse) (P120) de 4 015 km2 de superficie.

## Affluents
Il a trois tronçons affluents référencés : 
- ? (rd), 2,3 km sur les deux communes de Lafage-sur-Sombre (source) et Saint-Hilaire-Foissac (confluence).
- le ruisseau de Gaumont ou ruisseau de Coiral, ou ruisseau de Lafage (rd), 7,9 km, sur les quatre communes de Lafage-sur-Sombre (source) Laval-sur-Luzège,  Saint-Hilaire-Foissac, Saint-Merd-de-Lapleau (confluence), avec un affluent :
  -  ? (rd), 1,5 km sur la seule commune de Saint-Merd-de-Lapleau.
- ? (rg), 1,2 km sur la seule commune de Laval-sur-Luzège.

Donc son rang de Strahler est de trois.